# Ceratomyxa castigata
Ceratomyxa castigata is een microscopische parasiet uit de familie Ceratomyxidae. Ceratomyxa castigata werd in 1960 beschreven door Meglitsch. 